# Życie (pismo emigracyjne)
Katolicki Tygodnik Religijno-Społeczny „Życie” – tygodnik wydawany w Londynie w latach 1947–1959. Pismo miało charakter literacko-publicystyczny o orientacji umiarkowanie narodowej.
Zarządzeniem dyrektora Głównego Urzędu Kontroli Prasy, Publikacji i Widowisk, Tadeusza Zabłudowskiego, z 3 października 1947 czasopismo zostało pozbawione debitu komunikacyjnego i zakazano jego rozpowszechniania w Polsce Ludowej.